# Юнацька збірна Колумбії з футболу (U-17)
Юнацька збірна Колумбії з футболу (U-17) — національна футбольна збірна Колумбії, що складається із гравців віком до 17 років. Керівництво командою здійснює Федерація Колумбійського Футболу.
Головним континентальним турніром для команди є Юнацький чемпіонат Південної Америки з футболу (U-17), успішний виступ на якому дозволяє отримати путівку на Чемпіонат світу (U-17). Також може брати участь у товариських і регіональних змаганнях. Протягом 1980-х років функціонувала у форматі U-16.

## Виступи на міжнародних турнірах

### Юнацький чемпіонат світу (U-17)
| Рік    | Раунд              | Місце              | І                  | В                  | Н                  | П                  | Г+                 | Г-                 |
| ------ | ------------------ | ------------------ | ------------------ | ------------------ | ------------------ | ------------------ | ------------------ | ------------------ |
| 1985   | не кваліфікувалася | не кваліфікувалася | не кваліфікувалася | не кваліфікувалася | не кваліфікувалася | не кваліфікувалася | не кваліфікувалася | не кваліфікувалася |
| 1987   | не кваліфікувалася | не кваліфікувалася | не кваліфікувалася | не кваліфікувалася | не кваліфікувалася | не кваліфікувалася | не кваліфікувалася | не кваліфікувалася |
| 1989   | перший раунд       | 15-е               | 3                  | 0                  | 1                  | 2                  | 3                  | 5                  |
| 1991   | не кваліфікувалася | не кваліфікувалася | не кваліфікувалася | не кваліфікувалася | не кваліфікувалася | не кваліфікувалася | не кваліфікувалася | не кваліфікувалася |
| 1993   | перший раунд       | 14-е               | 3                  | 1                  | 0                  | 2                  | 3                  | 6                  |
| 1995   | не кваліфікувалася | не кваліфікувалася | не кваліфікувалася | не кваліфікувалася | не кваліфікувалася | не кваліфікувалася | не кваліфікувалася | не кваліфікувалася |
| 1997   | не кваліфікувалася | не кваліфікувалася | не кваліфікувалася | не кваліфікувалася | не кваліфікувалася | не кваліфікувалася | не кваліфікувалася | не кваліфікувалася |
| 1999   | не кваліфікувалася | не кваліфікувалася | не кваліфікувалася | не кваліфікувалася | не кваліфікувалася | не кваліфікувалася | не кваліфікувалася | не кваліфікувалася |
| 2001   | не кваліфікувалася | не кваліфікувалася | не кваліфікувалася | не кваліфікувалася | не кваліфікувалася | не кваліфікувалася | не кваліфікувалася | не кваліфікувалася |
| 2003   | четверте місце     | 4-е                | 6                  | 3                  | 2                  | 1                  | 14                 | 5                  |
| 2005   | не кваліфікувалася | не кваліфікувалася | не кваліфікувалася | не кваліфікувалася | не кваліфікувалася | не кваліфікувалася | не кваліфікувалася | не кваліфікувалася |
| 2007   | 1/8 фіналу         | 13-е               | 4                  | 1                  | 1                  | 2                  | 10                 | 7                  |
| 2009   | четверте місце     | 4-е                | 7                  | 2                  | 3                  | 2                  | 8                  | 11                 |
| 2011   | не кваліфікувалася | не кваліфікувалася | не кваліфікувалася | не кваліфікувалася | не кваліфікувалася | не кваліфікувалася | не кваліфікувалася | не кваліфікувалася |
| 2013   | не кваліфікувалася | не кваліфікувалася | не кваліфікувалася | не кваліфікувалася | не кваліфікувалася | не кваліфікувалася | не кваліфікувалася | не кваліфікувалася |
| 2015   | не кваліфікувалася | не кваліфікувалася | не кваліфікувалася | не кваліфікувалася | не кваліфікувалася | не кваліфікувалася | не кваліфікувалася | не кваліфікувалася |
| 2017   | 1/8 фіналу         | 11-е               | 4                  | 2                  | 0                  | 2                  | 5                  | 7                  |
| 2019   | не кваліфікувалася | не кваліфікувалася | не кваліфікувалася | не кваліфікувалася | не кваліфікувалася | не кваліфікувалася | не кваліфікувалася | не кваліфікувалася |
| 2021   | не визначено       | не визначено       | не визначено       | не визначено       | не визначено       | не визначено       | не визначено       | не визначено       |
| Усього | четверте місце     | 6/19               | 27                 | 9                  | 7                  | 11                 | 43                 | 41                 |

### Юнацький чемпіонат Південної Америки (U-17)
| Рік    | Раунд          | Місце        | І            | В            | Н            | П            | Г+           | Г-           |
| ------ | -------------- | ------------ | ------------ | ------------ | ------------ | ------------ | ------------ | ------------ |
| 1985   | перший етап    | 6-е          | 8            | 3            | 1            | 4            | 9            | 12           |
| 1986   | перший раунд   | 8-е          | 4            | 1            | 1            | 2            | 5            | 5            |
| 1988   | третє місце    | 3-є          | 7            | 2            | 3            | 2            | 7            | 6            |
| 1991   | перший раунд   | 6-е          | 4            | 2            | 1            | 1            | 10           | 4            |
| 1993   | переможець     | 1-е          | 7            | 5            | 2            | 0            | 14           | 4            |
| 1995   | перший раунд   | 5-е          | 4            | 1            | 1            | 2            | 6            | 6            |
| 1997   | перший раунд   | 5-е          | 4            | 2            | 1            | 1            | 5            | 2            |
| 1999   | перший раунд   | 8-е          | 4            | 1            | 1            | 2            | 6            | 8            |
| 2001   | перший раунд   | 5-е          | 4            | 2            | 1            | 1            | 7            | 7            |
| 2003   | третє місце    | 3-є          | 7            | 3            | 3            | 1            | 11           | 10           |
| 2005   | четверте місце | 4-е          | 7            | 2            | 1            | 4            | 6            | 8            |
| 2007   | третє місце    | 3-є          | 9            | 5            | 3            | 1            | 16           | 5            |
| 2009   | четверте місце | 4-е          | 7            | 4            | 2            | 1            | 11           | 6            |
| 2011   | 5-е місце      | 5-е          | 9            | 3            | 2            | 4            | 12           | 15           |
| 2013   | перший раунд   | 8-е          | 4            | 0            | 3            | 1            | 3            | 4            |
| 2015   | 6-е місце      | 6-е          | 9            | 2            | 3            | 4            | 10           | 15           |
| 2017   | четверте місце | 4-е          | 9            | 4            | 2            | 3            | 12           | 12           |
| 2019   | перший раунд   | 9-е          | 4            | 0            | 0            | 4            | 4            | 8            |
| 2021   | не визначено   | не визначено | не визначено | не визначено | не визначено | не визначено | не визначено | не визначено |
| Усього | 1 перемога     | 18/19        | 111          | 42           | 33           | 38           | 154          | 137          |

## Титули і досягнення
- Чемпіонат світу (U-17)
  - четверте місце (2): 2003, 2009
- Юнацький чемпіонат Південної Америки (U-17)
  - чемпіони (1): 1993
  - віце-чемпіон (1): 2007
  - третє місце (2): 1988, 2003
  - четверте місце (2): 2005, 2009